# Complexo do Gasômetro
O Complexo do antigo Gasômetro de São Paulo foi inaugurado em 1890 pela empresa londrina The São Paulo Gás Company.
O Gasômetro foi aberto em 1890 e desativado em 1972, período em que foi responsável por produzir gás hidrogênio carbonado para ser utilizado na iluminação pública e doméstica da cidade. Hoje, o edifício é tombado pelo Condephaat e pertence à Companhia de Gás de São Paulo (COMGÁS), que o utiliza como Centro Operacional da Região Metropolitana.
O conjunto está localizado entre as ruas da Figueira e Maria Domitila e está na área delimitada como subprefeitura da Mooca, na zona leste da capital paulista.
Um ponto que se destaca do Complexo da Comgás é a utilização da cogeração de energia, que serve mais para gerar eletricidade ao complexo do que para resfriar a água do sistema de ar-condicionado. Consequentemente, 20% dos recursos energéticos imprescindíveis para o complexo vem da rede pública. Além do mais, é utilizada nos edifícios a tecnologia de reuso de água da chuva e de efluentes examinados biologicamente para descarga sanitária. 

## História
As primeiras tentativas de instalar iluminação pública na cidade de São Paulo tinham como base lampiões feitos com azeite de peixe ou de mamona. Gás hidrogênio líquido e azeite resinoso fotogênico também foram algumas das matérias-primas testadas até que, em 1842, a iluminação pública a gás fosse regulamentada na cidade.
A história do Gasômetro começa em 1870 quando o engenheiro inglês William Ramsay desembarcou no Brasil em busca do local perfeito para as instalações da empresa conterrânea São Paolo Gás Company. O imóvel escolhido foi a Chácara do Ferrão, que estava situado entre as ruas da Figueira e Maria Domitila, no bairro do Brás, e que já havia sido propriedade da Marquesa de Santos.
A localização demonstrou-se estratégica, e isso deu-se por causa da futura construção da linha férrea da São Paulo Railway e da Central do Brasil, que ficaram encarregadas do transporte das matérias primas indispensáveis para o funcionamento da futura usina de gás.
O gasômetro, também conhecido como Casa da Figueira, abriu as portas de forma experimental em janeiro de 1872 e, de forma definitiva, dois meses mais tarde. A inauguração aconteceu para celebrar a volta de uma das viagens de Dom Pedro II e iluminou, à gás, arcos construídos em frente à antiga Catedral do antigo Palácio do Governo.
Durante o século XIX, então, o gasômetro armazenava e distribuía o gás hidrogênio carbonado produzido a partir da queima da hulha (que vinha do Reino Unido por navio), na Casa das Retortas, próxima do gasômetro. Na ocasião, São Paulo e suas freguesias contavam com apenas 31 mil habitantes e o gasômetro abastecia apenas 700 lampiões da iluminação pública da época e 174 residências (alimentando fogões e aquecedores).
Com a chegada do século XX, uma série de fatores contribuíram para uma grande expansão na cidade de São Paulo, dentre eles contingente populacional, situação geográfica estratégica e um sistema eficiente de transportes. Com isso, os serviços de iluminação disponíveis de tornaram insuficientes. O surto de urbanização e a ampliação dos horários para a realização de atividades fez com que surgisse a necessidade de novas formas de iluminação pública. Por isso, em 1901, a São Paolo Gás Company passou a ser responsável apenas pela iluminação residencial, já prevendo a substituição do gás pela eletricidade no serviço de iluminação pública.
A partir da virada do século XIX para os anos 20, os combustores a gás já haviam substituído as antigas lamparinas a azeite nos postes da cidade e 20 anos depois, seriam mais de 1.950 postes públicos, diversos com mais de um lampião. 
O crescimento dinâmico da cidade a partir dos anos 30 fez com que em 1935 o lampião a gás fosse definitivamente substituído pela iluminação elétrica e em 1937 já não havia mais nenhum lampião a gás funcionando na cidade.
Foi nesse ano que a São Paolo Gás Company encerrou suas atividades no Brasil, depois que o imóvel foi desapropriado e incorporado aos domínios da prefeitura de São Paulo. Já no ano seguinte, 1968, instituiu-se uma empresa pública de fornecimento de gás, a Companhia Municipal de Gás (COMGÁS), que funcionou na usina da Rua da Figueira até 1972, quando se mudou para uma nova usina de gás nafta, no bairro da Mooca, encerrando as atividades no Complexo do Gasômetro.
Atualmente, o Edifício segue sendo propriedade da COMGÁS, que utiliza o espaço como um centro operacional até que se concretize a restauração e os planos de transformar o edifício na sede do Museu de História do Estado de São Paulo, com previsão de inauguração para 2017.

### Livro
O arquiteto Luís Magnani e o professor Hugo Segawa escreveram o livro Complexo do Gasômetro - a energia de São Paulo, lançado em fevereiro de 2008. O livro detalha toda a história do complexo, assim como os dados de sua recuperação. O livro tem como objetivo mostrar não apenas sua importância como conjunto arquitetônico em processo de tombamento, mas também o papel que teve o gás como fonte de energia na evolução da cidade de São Paulo.

## O Edifício

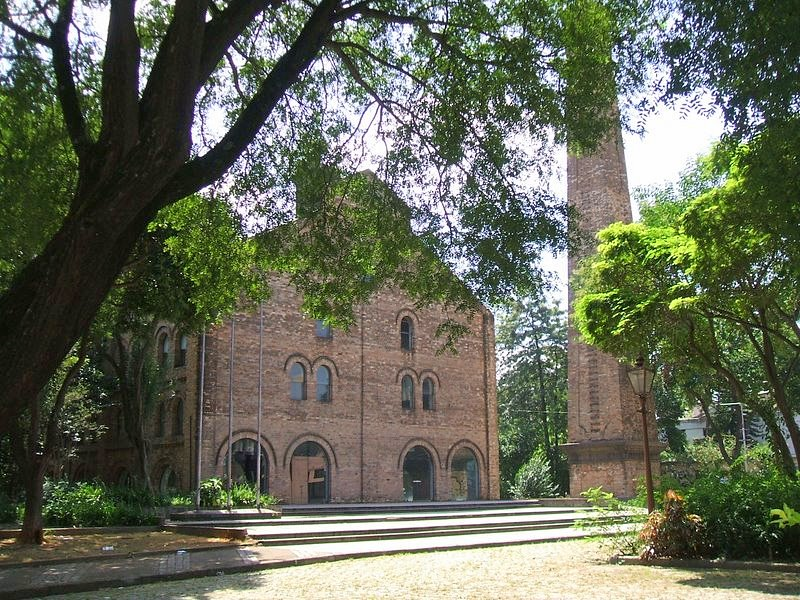

### Complexo
A área tem aproximadamente 350 metros quadrados e é composta, atualmente, por dois reservatórios (gasômetros), casa de medição, casa de compressores, oficina de transportes, clube, ambulatório médico, treinamento, refeitório e edifício de administração, esses últimos construídos apenas em 1933.
Assim como os dois gasômetros, parte dos equipamentos de apoio do complexo perderam suas funções, como a casa de medições e a casa dos compressores.

### Estrutura
Os gasômetros foram construídos a partir de estruturas de aço, importadas desmontadas da Inglaterra, cuja montagem era feita a partir de um diagrama de peças numeradas, em um processo similar ao aplicado na construção de ferrovias e considerado, à época, um símbolo da modernidade. O primeiro e menor dos gasômetros foi construído em 1890, enquanto o segundo, foi finalizado em 1926.
Quando os gasômetros deixaram de ser utilizados, a casa de medição também perdeu sua função. Quando os medidores estavam sendo retirados, parte do telhado foi prejudicada. O piso ladrilhado do local também sofreu danos e encontra-se em estado de conservação irrecuperável.

## Restauros
O edifício esteve à beira da ruína e foi restaurado pela Comgás, que iniciou sua reforma em 2006, mesmo ano em que foi tombado pelo Condephaat. O projeto de restauração manteve as características arquitetônicas da época e incluiu soluções sustentáveis, tais como: reuso de água, geração de energia elétrica por gás natural, tratamento de efluentes e coleta seletiva de lixo.
A restauração exigiu um investimento de 38 milhões de reais, que incluiu o prédio central da sede (edifício operacional), dois balões de armazenamento de gás, a Catedral (atualmente tornou-se um auditório, mas antigamente era a residência dos mediadores) e a antiga casa dos compressores. Esquadrias e janelas originais foram preservadas. Pinturas foram feitas à base de cal, como no passado. Na reforma, as telhas foram recuperadas e lavadas. Os novos prédios foram equipados com tecnologia para reaproveitar água e resíduos. Além do armazenamento de água da chuva, os tanques tratam a água utilizada . Utilizam um sistema de co-geração de energia que permite refrigerar o ar-condicionado de uma desses edificações a partir de gás natural. Desde fevereiro de 2008, o edifício funciona como Centro Operacional da Região Metropolitana da Comgás e, desde abril do mesmo ano, a casa dos compressores funciona como a Exposição Permanente da Memória do Gás.
Em 2009, a Fundação Patrimônio Histórico da Energia e Saneamento firmou um contrato para dar início a obras de restauração da Casa das Retortas, no Complexo do Gasômetro, com o objetivo de transformar o local na sede do futuro Museu de História de São Paulo.
De acordo com o arquiteto Luís Magnani, "a ideia era valorizar as características originais de cada edifício, que não foram construídos juntos. Buscamos adaptar as técnicas de cada período e as reconstruímos" e acrescenta: "optamos por manter tecnicamente as soluções originais de desenho e estrutura. O prédio da Catedral, por exemplo, foi o primeiro a receber uma cobertura metálica dentro do complexo, e essa é uma solução aplicada a outras estruturas, como na caixa d'água, também original". Termina dizendo: "Buscamos a compreensão estrutural do complexo, para mostrar sua história por meio de suas características. Deixamos as máquinas escondidas, para não interferir no original".

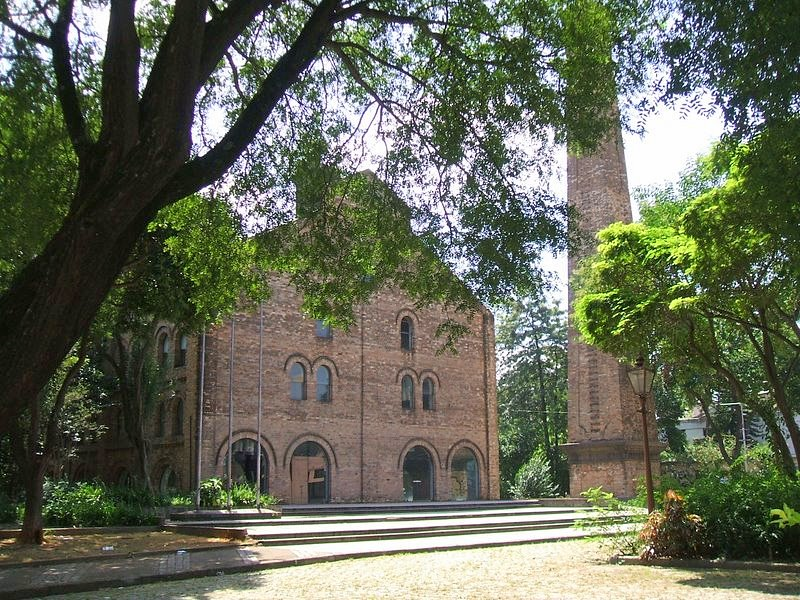
Fachada e torre da Casa das Retortas, no Complexo do Gasômetro
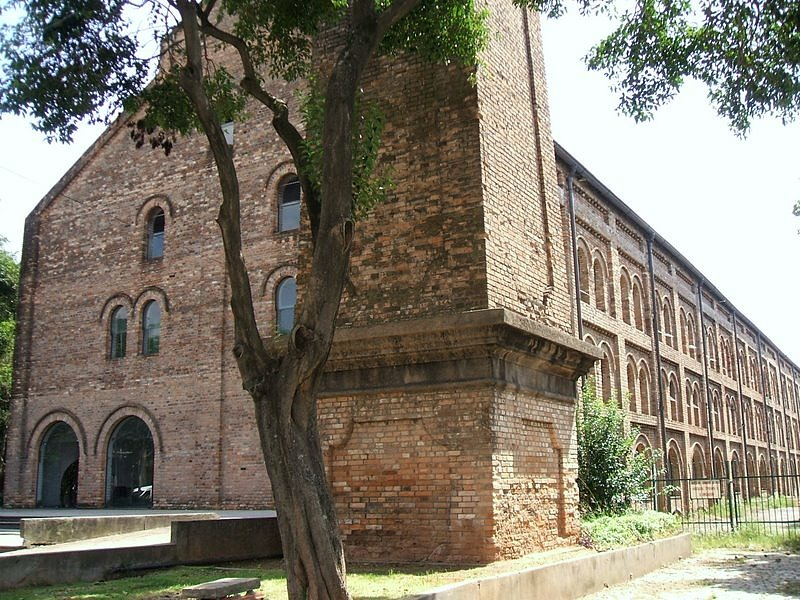
Fachada da Casa das Retortas
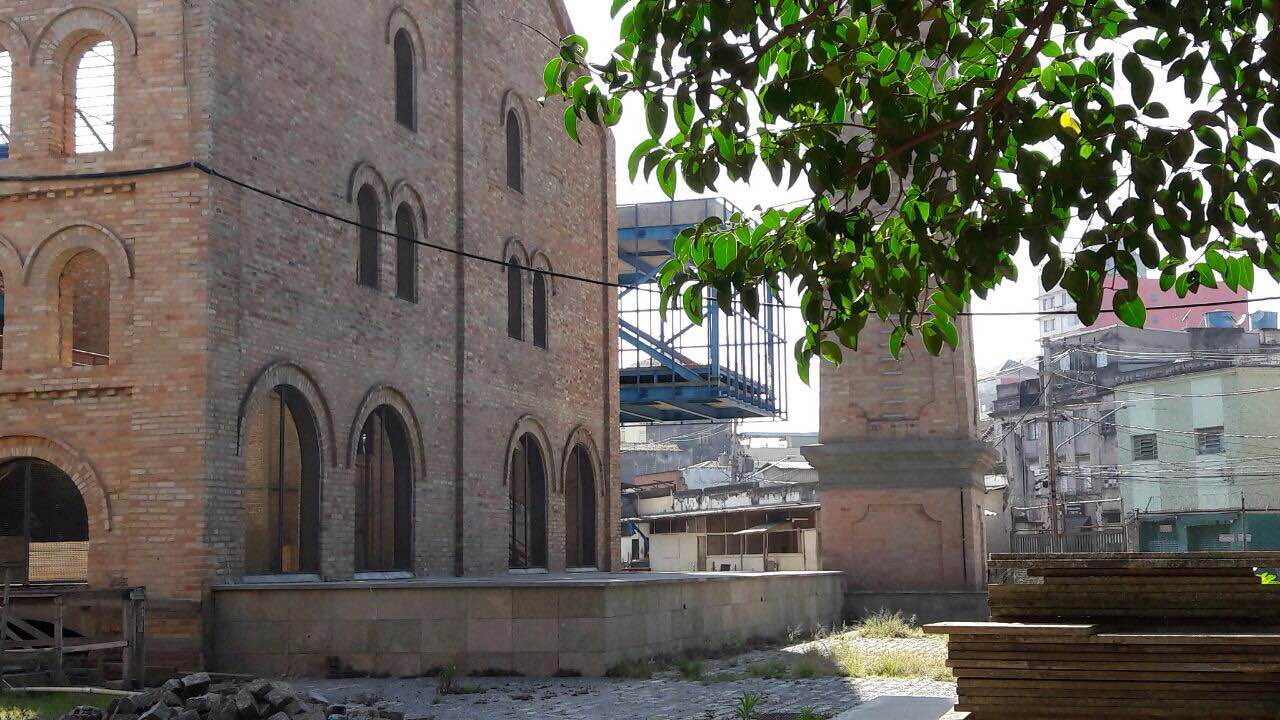
Detalhe das obras de restauro da Casa das Retortas
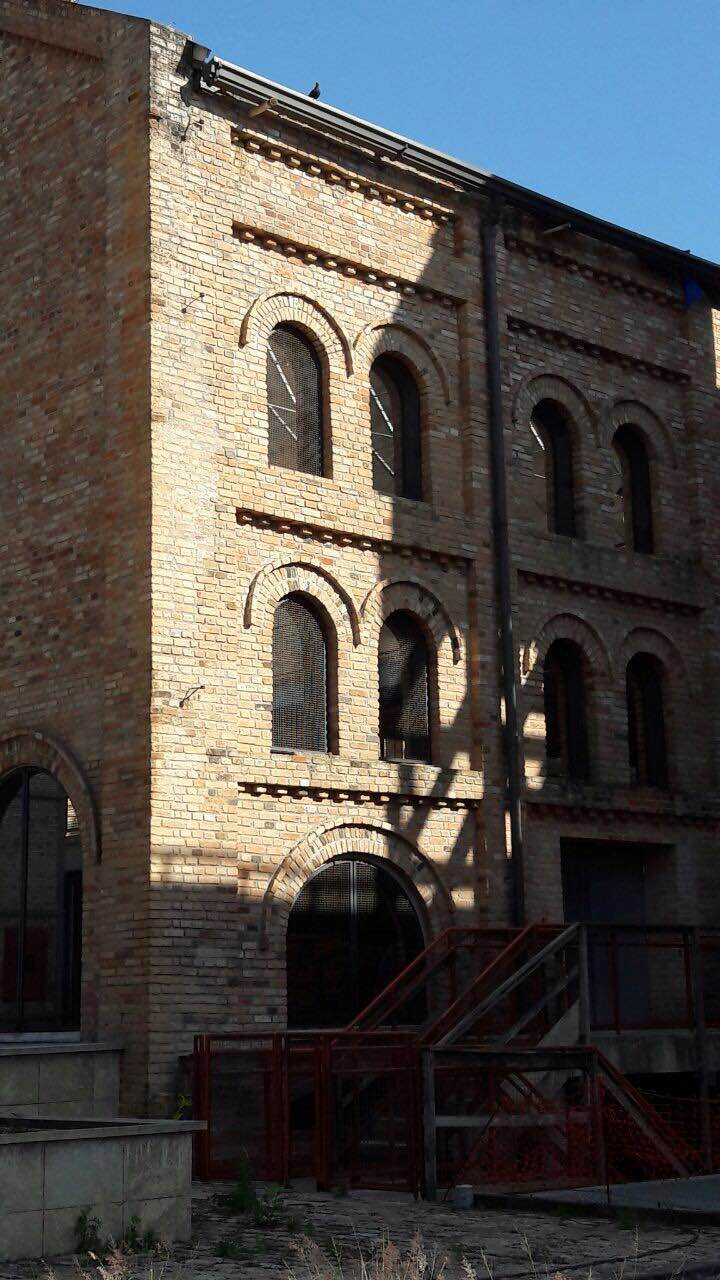
Janelas da parede lateral da Casa das Retortas